# Purwodiningratan
Purwodiningratan is een bestuurslaag in het regentschap Surakarta van de provincie Midden-Java, Indonesië. Purwodiningratan telt 4451 inwoners (volkstelling 2010).